# Agathe Backer Grøndahl
Pour les articles homonymes, voir Backer et Grøndahl.
Agathe Ursula Backer Grøndahl, née le 1er décembre 1847 à Holmestrand et morte le 4 juin 1907 à Ormøya (en), est une pianiste et une compositrice norvégienne.

## Biographie
Agathe Backer est la fille de Nils Christensen Backer (1815-1877) et de Sofie Smith Pedersen. Son père est armateur et sa sœur aînée, Harriet Backer (1845-1932), devient une peintre renommée. Avec sa famille, elle quitte sa ville natale Holmestrand dès 1857 pour Oslo où elle étudie sous la direction d'Otto Winther-Hjelm, Halfdan Kjerulf et plus tard avec la théorie musicale avec Ludvig Mathias Lindemann. 
Ses parents d'abord sceptiques pour qu'elle s'engage dans une carrière pianistique finissent par l'accepter et elle part avec Erika Nissen étudier à Berlin à l'Académie de Musique de Theodor Kullak (1818-1882) en 1865. Elle y obtient du succès grâce à son interprétation du cinquième concerto pour piano de Beethoven. Plus tard elle étudie avec Hans von Bülow à Florence en 1871 et Franz Liszt à Weimar en 1873. Ce-dernier l'encourage dans ses premiers essais d'écriture symphonique, mais ceux-ci resteront inachevés.
Une profonde amitié la lie au compositeur Edvard Grieg et à sa femme : Nina Hagerup Grieg avec laquelle elle interprète ses propres mélodies. Pianiste de renommée mondiale, elle participe par ailleurs activement à la diffusion de l'œuvre pour piano de Grieg et notamment du Concerto pour piano de Grieg lors de ses différentes tournées en Europe. Elle joue ce concerto trois fois sous la baguette de Grieg au cours de sa carrière. 
En 1875, elle épouse Olaus Andreas Grøndahl (en) (1847-1923), l'un des principaux chefs de chœur norvégiens de son époque. Ils ont quatre enfants, dont Fridtjof Backer-Grøndahl (1885-1959), qui devient un pianiste renommé et Nils Backer-Grøndahl (1877-1975) qui devient médecin. 
Atteinte de surdité autour de sa trentième année, elle finit par abandonner totalement sa carrière de soliste en 1903. Cela lui permet cependant de se consacrer plus amplement à la composition et à l'enseignement : « J'aime composer dans le calme du soir, quand la journée de travail se termine, l'enseignement, le ménage, les enfants, les jeux... Mais tout cela est également ce qui fait de moi une artiste.»
Vers la fin de sa vie, elle semble regretter de n'avoir pu consacrer plus de temps à son art du fait de sa condition de mère et d'épouse. Elle écrit à l'un de ces fils : «Quand je réfléchis à tout ce que j'aurais pu accomplir si je n'avais pas vécu dans cette condition étroite et sous-développée, je me sens remplie de tristesse. Ce ne sont que des petites choses.» 
Elle meurt à Oslo à l'âge de 59 ans.

## Hommages et distinctions
1875 - Nommée membre de l'Académie royale de musique de Suède
1892 - Une statue réalisée par Ada Madssen, représentant Agathe et sa sœur Harriet Backer, est herigée sur la place Dr Graaruds à Holmestrand. Agathe, assise, regarde vers la mer et Harriet, tenant une palette, regarde vers la montagne d'Holmestrand.
Une route porte son nom à Stokka, Stavanger en Norvège.

## Œuvres
Agathe Backer Grøndahl a composé au total environ 400 morceaux répartis en 70 numéros d'opus, et demeure l'un des personnages principaux de la scène musicale norvégienne. Elle est surtout connue pour ses chants et par des œuvres au piano d'une grande finesse qu'elle exécutait dans toute l'Europe.

### Chant
- 3 Chants op.1, 1868
- 5 Chants, op.2, 1871
- 5 Chants, op.3, 1870
- 7 Chants, op.4, 1869
- 4 Chants op.5, 1871
- 6 Chants op.6, 1867
- Summer Life 4 chants, op.7
- 5 Chants op.8, 1871
- 6 Chants, op.9, 1871
- 4 Chants, op.10, 1871
- 5 Chants op.12, 1879
- 5 Chants, op.13,1881
- 6 deutsche Lieder, op.14
- 6 Chants, op.16
- Sons at Sea op.17, 1884
- 7 Folkeviser og Romanser, op.18
- Serenade op.21, 1888
- 5 chants, op.23, 1888
- 6 Chants op.26 1890
- 6 Chants, op.27 1890
- Chant de Noces: Bryllupsmorgen op.28, 1890
- 10 Chants op.29 1892
- 10 Chants op.31 1894
- Norske folkeviser, arr. S, op.34, 1894
- The Night is Calm, Old Folk
- Valse, op.40 1897
- 5 Chants, op.41 1897
- The Child's Spring Day cycle de chants, op.42 1899
- 8 kjaempeviser, op.43, 1896
- 20 folke- og skjaemteviser, op.43, 1896
- 5 Chants, op.46, 1897
- 2 Sange fra havet, op.48
- 3 sange i moll, op.49
- Sommer (Jynge), 8 chants, op.50, 1899
- 12 folkeviser og melodier fra fremmede lande, op.51 1902
- The Mother Sings, 8 chants, op.52 1900 Sydover
- 6 chants, op.54, 1900 Ahasverus,
- 6 chants, op.56, 1900
- 6 deutsche Liebeslieder aus der Jugend, op.60, 1869
- Clover Field, op.62, 1901
- 4 Chants, op.65, 1901
- One more Glimpse, op.70 1907

### Piano solo
- 6 concert-etuder, op.11 (1881)
- 3 morceaux, op.15 (1882)
- 4 skizzer, op.19 (1886);
- Suite, 5 movts, op.20 (1887)
- 3 études, op.22 (1888)
- 6 idylles, op.24 (1888)
- 3 klaverstykker, op.25 (1890)
- Norske folkeviser og folkedanse, op.30 (1891)
- 3 études de concert, op.32 (Copenhagen, 1895)
- Norske folkeviser og folkedanse, op.33 (1894)
- 3 klaverstykker, op.35 (1894)
- Fantasistykker, op.36 (1895)
- Serenade, op.37 (1896)
- 3 ungarske studier, op.38 (1896)
- Fantasistykker, op.39 (1896)
- In the Blue Mountain, fairytale suite, 6 pièces, op.44 (1897)
- Fantasistykker, op.45 (1897)
- Études de concert, op.47 (Copenhagen, 1901)
- 3 klaverstykker, op.53 (1900)
- Smaa fantasistykker, op.55 (1902)
- Études de concert, op.57 (Copenhagen, 1903)
- Concert-études, op.58 (Copenhagen, 1903)
- Prélude, op.61 no.1,
- Grand menuet, op.61 no.2 (Copenhagen, 1904)
- Lettere fantasistykker, op.63 (Copenhagen, 1904)
- Danse burlesque, op.64 no.1,
- Valse caprice, op.64 no.2 (1905)
- Barnlige Billeder [Children Pictures],
- 6 fantasias, op.66 (1905) 2
- klaverstykker, op.68 (1907)
- 3 klaverstykker, op.69 (1907)

## Discographie
- Piano works - Sara Aimée Smiseth (2022, Grand Piano)
- Piano music - Geir Henning Braaten (2000, BIS CD-1106 digital)
- Œuvres pour piano - Lubov Timofeïeva (1998, Voice of Lyrics C341).

## Sources
- Otto Ebel, Les femmes compositeurs de musique. Dictionnaire biographique, Paris, P. Rosier, 1910 (lire en ligne)
- Theodore Baker et Alain Pâris (trad. Marie-Stella Pâris), Dictionnaire biographique des musiciens, R. Laffont, 1995 (ISBN 2-221-90103-7, 978-2-221-90103-8 et 2-221-06510-7, OCLC 896013421, lire en ligne)